# René Hauss
René Hauss (25 de dezembro de 1927 - 6 de dezembro de 2010) foi um futebolista e treinador de futebol francês. Ele jogou no Racing Club de Strasbourg durante toda a sua carreira como jogador.